# Virginia Guerrini
Virginia Guerrini (20 de febrero de 1871, Brescia  – 26 de febrero de 1948, Brescia) fue una mezzo-soprano italiana. 
Hizo su debut profesional como cantante de ópera en el Teatro Garibaldi en Treviso como Elsa en Lohengrin, en 1889. El año siguiente  hizo sus debuts en el Teatro Verdi de Trieste como Laura en La Gioconda, en el Teatro dal Verme de Milán como Adalgisa en Norma, en el Gran Teatro del Liceo como Ortrud en Lohengrin, y como Loretta en Asrael, de Alberto Franchetti en el Teatro Regio en Turín.
En 1892 Guerrini se presentó en La Scala como Adalagisa. En La Scala cantó en varios estrenos mundiales, incluyendo Afra en La Wally (1892) y Meg Page en Falstaff (1893). Otros papeles que cantó en La Scala incluyen tanto Anacoana como Iguamota en Cristoforo Colombo, de Franchetti, Emilia en Otello, y Nefte en Il figliuol prodigo. Durante su carrera también se presentó en teatros de ópera importantes en América del Sur, Rusia, Alemania, España, y Portugal.
Después de retirarse de la escena en 1925, Guerrini enseñó canto en su ciudad nattal de Brescia  donde falleció en 1948.